# Frederick Chatterton
Frederick Chatterton   (1814 - 1894) fou un arpista i compositor anglès.

## Biografia
Frederick Chatterton va néixer a Portsmouth el 1812, fill de Mary, nascuda Callow (1779-1844) i de John Chatterton (1778-), "professor de música" que, amb la seva dona, va tenir vuit fills i tres filles. A principis de la vida, John Chatterton havia heretat i gastat una gran fortuna i, sense voler que passés el mateix amb els seus fills, va decidir que almenys tres d'ells fossin arpistes d'èxit. Dos, el més gran i el més jove: John Balsir Chatterton i Frederick Chatterton, van seguir els desitjos del seu pare. Tanmateix, Edward Andrew Chatterton (c1809–1875), el segon fill, no va voler seguir el pla del seu pare i es va convertir en diverses ocasions en editor de música, venedor d'instruments musicals i cap de casa al "Sadler's Wells Theatre". El germà gran de Frederick Chatterton, John Balsir Chatterton, era arpista de la reina Victòria.
Com el seu germà abans que ell, Frederick va arribar a Londres on va estudiar l'arpa amb Bochsa i Labarre. Va ser arpista de SAR la duquessa de Gloucester i Edimburg i de les corts reials de França i Bèlgica, després d'haver actuat per a Lluís Felip I, rei de França, en un gran concert al saló dels mariscals de França al Palau de les Tulleries. El juny de 1842 a les sales de concerts de la reina de la plaça de Hanover va oferir un concert de composicions pròpies i va tocar a Doncaster el gener de 1856 on va tocar les seves pròpies composicions - 'Highland Ballads', 'Welsh Bardic Illustrations', 'Morceau Fantastique' i 'Partant Pour Le Syrie'.
El març de 1847 va tocar amb la família Distin en dos concerts a les Hanover Square Rooms de Londres, mentre que el febrer de 1861 va tocar al Concert de commemoració de General Reid al Reid Concert Hall d'Edimburg a Escòcia. El setembre de 1858 Chatterton va donar un concert a les Sales de l'Assemblea de Guernsey, mentre que el juliol de 1862 tocava a Cambria, un duet per a dues arpes a pedals escrit per John Thomas, antic alumne del germà de Chatterton, per a un concert de música gal·lesa al "Crystal Palace" amb el mateix Thomas també tocant. Al març de 1870 va tocar al Gran Festival Musical de Madame Laura Baxter al "Theatre Royal, Drury Lane", llavors sota la direcció del seu nebot, Frederick Balsir Chatterton, mentre el juny de 1874 se'l veia tocar un solo d'arpa en un concert a "Hanover Square Rooms".
El 1835 es va casar amb l'arpista Jane Saxton (1813-1906) i va tenir amb ella quatre fills: Josephine Chatterton (1838-1913); Frederick Montague Chatterton (1846-1919); George Chatterton (1848–) i Jane Frederica Chatterton (1851–1895).
La seva filla Josephine Chatterton va ser directora del "Chicago Harp College" i professora d'arpa al "Trinity College" de Londres, mentre que el seu nebot F. B. Chatterton (1834-1886) va ser arrendatari del "Theatre Royal de Drury Lane" des del 1866 fins al 1879.

## Obres seleccionades
- The Dawn of Spring
- Queen Victoria's March
- The Chimes
- Amor! Possente Nome
- Chorloge Des Tuileries
- La Carnaval de Venise
- Non Piu Mesta
- Reminiscences of Bellini
- Rataplan March
- The Nymphs' Revel
- La Premiere Visite aux Tuileries
- The Last Rose of Summer
- Highland Ballads
- Welsh Bardic Illustrations
- Morceau Fantastique
- Partant Pour Le Syrie